# Robin Scherbatsky
Robin Charles Scherbatsky là nhân vật hư cấu được sáng lập bởi Carter Bays và Craig Thomas trong bộ phim của đài CBS How I Met Your Mother do nữ diễn viên người Canada Cobie Smulders thủ vai.

## Phát triển
Những nhà sáng lập Carter Bays và Craig Thomas luôn nhấn mạnh rằng Robin Scherbatsky không phải là người mẹ của các con của Ted Mosby, họ khẳng định rằng bộ phim nói về việc làm thế nào mà "Ted gặp người một người phụ nữ hoàn hảo, và nó [vẫn] không phải câu chuyện tình cuối cùng của anh ấy." Trong nhiều cuộc phỏng vấn, Bays và Thomas có miêu tả "một diễn viên nữ đẹp và nổi tiếng" đã từ chối vai Robin, người mà tận tháng 2 năm 2014 họ mới tiết lộ chính là Jennifer Love Hewitt. Cuối cùng, Cobie Smulders là người đảm nhận vai trong lúc còn là một diễn viên hoàn toàn mới trong nghề được tin tưởng giao cho vai diễn này. Bays và Thomas sau này nói rằng, "Tạ ơn Chúa vì có hàng triệu lý do để chọn cô ấy... khi Ted gặp cô ấy lần đầu thì cả nước Mỹ cũng sẽ lần đầu tiên được ngắm nhìn cô ấy - sự hấp dẫn của việc đó khiến cho bộ phim được tiếp tục đi lên và giữ mạch sống cho toàn bộ phim".

## Tiểu sử
Robin Charles Scherbatsky, Jr. sinh ngày 23 tháng 7 năm 1980 tại Vancouver, Canada, trong gia đình Robin Charles Scherbatsky, Sr. Robin có một sự nghiệp nhỏ khi là một ngôi sao nhạc pop người Canada, sử dụng nghệ danh là Robin Sparkles, với đĩa đơn nổi tiếng "Let's Go to the Mall". Sau khi sản xuất video ca nhạc theo kèm, cùng với chuyến lưu diễn kéo dài một năm tại các trung tâm thương mại, cô ấy trở nên có ác cảm với các trung tâm thương mại hơn một năm. Sau "Let's Go to the Mall", một sản phẩm nữa được ra mắt với tính chất "nghệ thuật hơn" mang tên "Sandcastles in the Sand".
Với tư cách là Robin Sparkles, cô cũng từng xuất hiện trong một chương trình mang tính giáo dục cho trẻ em Canada tên là Space Teens với Alan Thicke và Nicole Scherzinger trong vai Jessica Glitter, nơi 2 cô gái tuổi teen thám hiểm xuyên vũ trụ và nhại lại theo cách của người Canada bài hát "Two Beavers Are Better Than One". Nó cũng được cho là có một số điểm "khêu gợi" nhưng Robin đính chính đó chỉ là chương trình dành cho trẻ em. Đến lúc gần cuối sự nghiệp ca hát của cô, Robin cố lột xác từ teen pop sang nhạc grunge cùng với ca khúc tên là "P.S. I Love You" (nói về khoảng thời gian cô yêu mến Paul Shaffer) và biểu diễn nó ở giải Grey lần thứ 84, từ đó kết thúc sự nghiệp âm nhạc của cô.
Khi trở thành người lớn, Robin luôn xấu hổ vì hình ảnh ngôi sao của mình lúc trước, và dù cô vẫn thừa nhận mình rất oán hận cách dạy dỗ mình của cha cô vẫn thích hút xì gà, môn khúc côn cầu, rượu scotch, súng và nói 'eh'.

## Lịch sử
Sau khi chuyển về New York vào mùa hè năm 2005, Robin trở thành Biên tập viên Truyền hình cho kênh truyền hình thời sự Metro News 1 và sau đó trở thành người dẫn chương trình của chương trình trò chuyện buổi sáng phát lúc 4:00 sáng mỗi ngày. Cô sống ở khu vực Park Slope tại Brooklyn cho đến khi cô tạm thời bị thất nghiệp (trước khi làm tại chương trình talk show buổi sáng) buộc cô phải chuyển về ở chung cùng với bạn trai cũ, cũng là nhân vật chính của phim, Ted sau khi ở ghép cùng Don, bạn đồng nghiệp mà sau đó là bạn trai của cô (cô trở về căn hộ của Ted sau khi chia tay, còn Don thì chuyển về Chicago). Như những thành viên khác trong gia đình Smulders, cô xuất thân từ Vancouver, cô còn có một cô em gái nhỏ hơn tên là Katie, người xuất hiện trong tập "First Time in New York". Trong suốt bộ phim, cô luôn nỗ lực để trở thành phát thanh viên chính của chuyên mục thời sự của kênh Metro News 1, trước khi đi công tác tại Nhật Bản và sau đó cùng với sự trợ giúp của Barney Stinson, cô quay trở lại New York và dẫn cho chính chương trình talk show của mình.
Trong phim, Robin được miêu tả là một người phụ nữ độc lập và tự tin. Cô từng khẳng định nhiều lần rằng mình không muốn kết hôn và có con, trong những tập như Purple Giraffe, Something Blue, Little Boys và Symphony of Illumination. Ban đầu cô khá miễn cưỡng nhận lời hẹn hò cùng Ted, khi anh muốn cưới và ổn định cuộc sống cùng cô, thế nhưng họ lại yêu nhau trong tập cuối phần 1. Và sau này, khi Kevin cầu hôn cô, Robin nghĩ rằng mình sẵn sàng để ổn định cuộc sống, nhưng Kevin rút lại lời cầu hôn khi cô nói mình không thể và cũng không muốn có con.
Trong tập "Mary the Paralegal", Robin thắng một giải thưởng vì đã báo cáo về chú chó biết hát - Pickles và dự lễ trao giải Local Area Media Awards cùng nhóm của mình. Cô đi cùng Sandy Rivers, một đồng nghiệp, trong một cuộc hẹn nhằm làm Ted ghen.
Ban đầu thì chỉ có Robin là nhân vật chính duy nhất có thể tỉnh táo khi hút xì gà (như lời Marshall nói khi vừa hút thuốc vừa uống rượu và Lily hút thuốc trong ngày cưới), nhưng trong tập "Last Cigarette Ever" hé lộ tất cả năm người đều từng nghiện hút thuốc trong một quãng thời gian nào đó và đã cai nghiện. Ted hỏi cô về vấn đề này trong tập "Moving Day" và Robin bảo với anh là cô không hút nhưng sau đó cô đã hút thuốc trong phòng tắm, nơi căn hộ của cô, ngay trong tập đó. Cô cũng có kiến thức sâu rộng về xì gà và sau đó được nhìn thấy đang hưởng thụ một điếu cùng Barney trong tập "Zip, Zip, Zip", cùng một li rượu scotch; và trong các tập: "Arrivederci, Fiero", "The Chain of Screaming".
Robin cũng thường khẳng định mình cảm thấy bị thu hút với những vết sẹo do đánh nhau của đàn ông, đặc biệt là những chấn thương như vết bầm và bị mất răng trong khi thi đấu thể thao hay đánh nhau. Trong tập "The Fight", cô thể hiện mình có hứng thú bới Barney khi anh bị đánh. Robin cũng là một tay sử dụng súng cừ khôi và cũng là một người đam mê súng đạn.
Trong tập "Not a Father's Day", cô chuyển về chỗ ở của Ted sau khi đi công tác từ Nhật về. Robin bắt đầu mối quan hệ cùng người đồng dẫn chương trình của mình - Don Frank trong phần 5, sau khi hồi phục từ lần chia tay cùng Barney và chuyển về ở chung với anh trong tập "Robots Versus Wrestlers". Cô chia tay với anh trong tập cuối khi Don chuyển đi Chicago theo công việc mới ở đó.
Cho dù cô có mối quan hệ mập mờ giữa Ted và Barney và giữ tình bạn cùng Ted, nhưng cô vẫn không thể nào hết tình cảm cùng Barney. Trong tập "Challenge Accepted", cô thuyết phục Barney nên giữ tình cảm cùng với Nora, người tình của anh lúc đó. Thế nhưng sau đó, cô nhận ra mình vẫn còn tình cảm với anh.
Trong tập đầu của How I Met Your Mother (phần 7), Robin tâm sự cùng Lily về tình cảm của mình cho Barney, mà sau đó Lily khuyên cô nên nói với anh. Cô suýt nói khi Barney cùng cô nhảy trong một đám cưới. Thế nhưng, Nora lại gọi cắt ngang. Lúc đó Barney không biết nên nói gì với Nora để cô gặp lại anh lần nữa nên đã nhờ Robin giúp; Robin giúp anh bằng những lời mà cô muốn nói với anh. Sau đó, Robin hẹn hò một thời gian ngắn cùng anh chàng bác sĩ trị liệu của mình tên là Kevin (Kal Penn). Nhưng Robin lại lừa dối Kevin để qua lại với Barney và định sẽ chia tay với anh, nhưng rồi cô đổi ý khi Kevin nói với cô anh quan tâm đến cô như thế nào và họ ở bên nhau thêm một thời gian nữa.
Trong tập "Symphony of Illumination" cho thấy Robin có cho mình một người con trai và một người con gái (giống như Ted Tương Lai) và kể cho chúng nghe câu chuyện làm thế nào mà cô gặp được "cha của chúng" khi cô đang mang thai chúng. Nhưng ở cuối tập, Robin cho biết mình không hề có thai và cũng không thể có con. Hai đứa con sau cùng được cho biết chỉ là tưởng tượng và Robin chỉ đang nói chuyện với chính mình.
Trong tập "The Drunk Train", trong lễ tình nhân năm đó, Kevin cầu hôn cô và không biết phải nói gì. Cô tiết lộ với Marshall và Lily là mình không thể có con và nhờ họ hỏi thăm ý kiến của Kevin về chuyện đó. Họ nói với cô nếu anh ấy thực lòng yêu cô thì anh ấy sẽ không bận tâm về điều đó. Và khi cô nói thật với anh, anh cầu hôn cô lại lần nữa và cô đồng ý. Tuy nhiên, khi họ trở về nhà sau chuyến đi lễ tình nhân, khi Kevin bàn với cô về việc xây dựng một gia đình cùng nhau, cô nói mình không muốn có con. Kevin suy nghĩ về chuyện này và rút lại lời cầu hôn. Sau đó, Ted tìm thấy cô đang hút thuốc một mình tại sân thượng căn chung cư và cô đã kể cho anh nghe mọi chuyện. Ted sau đó nói với cô rằng anh yêu cô, mà sau đó, Robin chuyển nơi ở cùng về nơi đồng nghiệp của cô. Trong tập "The Final Page", Barney cầu hôn và cô chấp thuận làm đám cưới cùng anh.
Phần cuối của bộ phim trải dài trong 56 tiếng trước đám cưới của Barney và cô. Trong ngày cưới, Robin lo lắng khi cô biết Ted vượt qua nhiều chuyện để lấy lại cho cô mặt dây chuyền mà cô đã chôn trước đó, cô nghĩ rằng đó là "tín hiệu từ vũ trụ" nói rằng cô nên lấy Ted mới đúng. Để cô được hạnh phúc, Ted bèn nói với cô rằng anh không còn yêu cô như lúc trước nữa. Robin vượt qua chuyện đó và tham dự lễ cưới sau khi Barney thề với cô anh sẽ luôn nói thật với cô.
Trong tập cuối, "Last Forever" có hé lộ Robin đã li hôn cùng Barney sau ba năm chung sống vì quá bận cho công việc của mình. Cô vẫn làm bạn với Barney và cả nhóm. Vài năm sau, cô nhận ra mình phải thay đổi nên đã rút khỏi nhóm. Và rồi cô lại gia nhập lại nhóm lần cuối vào năm 2020 để chúc mừng Barney trong lần hạ sinh đứa con gái của anh và chúc mừng Ted trong lễ cưới cùng nhân vật "the Mother", người sau đó đã mất vào năm 2024.
Trong năm 2030, Robin trở thành một biên tập viên truyền hình rất thành công và sống cùng những chú chó của mình tại New York. Cảnh cuối phim cho thấy Ted chuẩn bị mời cô một buổi hẹn khi giơ cây kèn Pháp xanh trước căn hộ của cô.

## Danh sách đĩa nhạc
- "Let's Go to the Mall"
- "Sandcastles in the Sand"
- "The Beaver Song"
- "P.S. I Love You" (sử dụng nghệ danh là Robin Daggers)

## Trong các sản phẩm giải trí khác
Ca khúc "Let's Go to the Mall" có nằm trong trò chơi Just Dance 3.